# Friedrich Gulda
Friedrich Gulda (ur. 16 maja 1930 w Wiedniu zm. 27 stycznia 2000 tamże) – austriacki pianista i kompozytor.

## Życiorys
Naukę gry na fortepianie rozpoczął w 1937, w Konserwatorium Wiedeńskim. Mając lat 9 skomponował pierwszy utwór, Allegretto für Klavier.
W 1942 rozpoczął naukę w Reichshochschule für Musik w Wiedniu. W 1946 zwyciężył w Międzynarodowym Konkursie Muzycznym w Genewie. Po skończeniu szkoły dawał koncerty muzyki poważnej w Europie, Ameryce Południowej i USA.
W 1955 założył Klassisches Gulda Orchester. W tym samym roku nagrał swoje pierwsze utwory jazzowe.
Publikował artykuły w prasie muzycznej, brał udział, jako nauczyciel, w warsztatach muzycznych. Był dwukrotnie żonaty, miał trzech synów. Odznaczony austriackim Krzyżem Honorowym za Naukę i Sztukę (1959).
Ostatni koncert dał 4 listopada 1999. Zmarł na atak serca.
Jego synowie Paul Gulda i Rico Gulda są także pianistami.

## Dyskografia
- Friedrich Gulda at Birdland (1956)
- From Vienna with Jazz (1964)
- Gulda Jazz (1964)
- Ineffable Friedrich Gulda (1965)
- Friedrich Gulda (1970)
- Long Road to Freedom (1971)
- Fata Morgana 1971)
- Gegenwart (1976)